# ジョン・ジェイ
ジョン・ジェイ（John Jay, 1745年12月23日 - 1829年5月17日）は、アメリカ合衆国の政治家。連邦最高裁判所の初代長官、ニューヨーク州知事などを務めた。「アメリカ合衆国建国の父」（ファウンディング・ファーザーズ）の一人とみなされる。

## 生涯
ニューヨークで豊かな商人の家庭に生まれた。キングズ・カレッジ（後のコロンビア大学）に学ぶ。アメリカ独立への機運が高まる中で開催された大陸会議に参加し、一時は議長も務めた。アメリカ独立戦争においては外交官として活躍し、1783年に締結された講和条約であるパリ条約の草案作成に尽力した。政治的にはフェデラリスト（連邦主義、合衆国政府の権限強化を支持）の立場をとった。ジェームズ・マディソン、アレクサンダー・ハミルトンとともに、ザ・フェデラリスト論文の執筆者となる。独立後、初代大統領のジョージ・ワシントンは、イギリスとの関係改善を図り、ジェイを特別使節としてイギリスへと派遣した。ここで成立したのがジェイ条約（1794年）であったが、イギリスに対して有利な条約であるとの批判もみられた。1795年にニューヨーク州知事に就任し、1801年までその職にあった。1829年5月15日、ジェイは自宅で息を引き取った。